# Cattedrale di Santa Caterina (Utrecht)
La cattedrale di Santa Caterina o cattedrale di Utrecht (in olandese: Sint-Catharinakathedraal) è la cattedrale cattolica dell'arcidiocesi di Utrecht, si trova nella città di Utrecht, nei Paesi Bassi.

## Storia
La cattedrale è stata costruita come parte del convento carmelitano fondato nel 1456. Dopo il 1529, i lavori di costruzione furono continuati dai Cavalieri Ospitalieri. La grande chiesa fu completata solo a metà del XVI secolo. Dal 1580 al 1815 fu sede di una comunità protestante. Nel 1815 fu restituita alla chiesa cattolica, divenendo chiesa parrocchiale a partire dal 1842.
Nel 1853 la chiesa di Santa Caterina è stata elevata a cattedrale dell'arcidiocesi di Utrecht. Nel 1900 è stata innalzata una torre simile a quella del Municipio di Kampen.